# أولاستريل
بلدية أولاستريل (بالكاتالانية: Ullastrell) هي إحدى بلديات مقاطعة برشلونة، والتي تقع في منطقة كاتالونيا، شرق إسبانيا.
يبلغ عدد سكانها 1.687 نسمة وفقاً لإحصائية سنة (2007).